# Davide Mazzocco
Davide Mazzocco, né le 6 octobre 1995 à Feltre, en Vénétie, est un footballeur italien évoluant au poste de milieu de terrain au Dolomiti Bellunesi.

## Biographie
Après être passé au centre de formation du Calcio Montebelluna (it) et du Parme Calcio 1913, Davide Mazzocco est prêté au centre de formation du Calcio Padoue en 2014. L'équipe le signe officiellement en juillet 2015, une fois que le prêt ait prit fin.
Avec Padoue, alors club de 4e division, Mazzocco réalise ses débuts en professionnel le 13 septembre 2015 face au Pro Plaisance, en remplaçant Marco Cunico (it) à la 65e minute.
Le 22 décembre 2017, Padoue prolonge Mazzocco jusqu'au 30 juin 2019.
Avec le club padouan, Mazzocco remporte l'édition 2018 de la sucercoupe d'Italie de 3e division, promouvant le Calcio Padoue en 2e division.
Le 4 juillet 2019, la S.P.A.L. acquiert Mazzocco. Aussitôt signé à la S.P.A.L., il est prêté au Pordenone Calcio.
Le 4 octobre 2020, Mazzocco est prêté au Virtus Entella.
Le 31 août 2021, la S.P.A.L. libère Mazzocco, et le jour-même l'AS Cittadella annonce la signature du joueur italien.